# Edin-Ådahl
Edin-Ådahl var en svensk kristen popgrupp och vinnare av Melodifestivalen 1990.
Gruppen bildades den 10 juni 1978 när bröderna Simon (född 1957) och Frank Ådahl (född 1960) började spela med Gävle-bröderna Lasse (född 1954) och Bertil Edin (född 1958).
Gruppen är mest känd för att de vann Melodifestivalen 1990 med Som en vind. I Eurovision Song Contest i Zagreb samma år visade det sig att deras låt var två sekunder för lång, varför de ökade tempot i låten. Gruppen slutade på 16:e plats med 26 poäng – och fick som mest sex poäng av ett land, Nederländerna. Efter genomslaget är det främst bröderna Frank och Simon Ådahl som har haft framgång och deltagit i senare melodifestivaler. 
Gruppen lades ner 1992 och genom åren blev det totalt åtta album. Musiken på de olika albumen har varierat från andlig rock och pop till soul, synthpop och gospel, mycket beroende på vem i bandet som skrivit och sjunger. Idag är Frank Ådahl och Simon Ådahl fortfarande aktiva artister, medan bröderna Edin dragit sig tillbaka från scenerna. Mot slutet av gruppens tid hade Lasse Edin en neurologisk sjukdom; han bor i dag i Örebro. Bertil Edin blev pastor i Sundbyberg.
Lasse och Bertil Edin är bröder till tv-journalisten Pelle Edin[källa behövs].

## Diskografi
- 1980 – Edin-Ådahl
- 1982 – Alibi
- 1983 – Maktfaktor
- 1986 – Tecken
- 1989 – Big Talk
- 1990 – Into My Soul
- 1991 – Reser Till Kärlek (Revival)
- 1992 – Kosmonaut Gagarins Rapport
- 1994 – Minnen 1980–1992
- 2008 – Komplett (samlings-CD)
- 2015 – Som en vind (Det bästa av Edin-Ådahl 1980–1992)